# Кастаньеда, Хорхе
Хо́рхе Кастанье́да Ре́йес (исп. Jorge "Tote" Castañeda Reyes; родился 12 января 1970 года, Гвадалахара, Мексика) — мексиканский футболист, полузащитник. Известен по выступлениям за «Атлас» и сборную Мексики. Участник Олимпийских игр 1992 года в Барселоне.

## Клубная карьера
Кастаньеда родился в Гвадалахаре и начал свою карьеру в местном клубе «Атлас». В команде он провёл большую часть своей карьеры, выступая за неё на протяжении десяти сезонов. В 1997 году Хорхе покинул родину и присоединился американскому «Колорадо Рэпидз». Отыграв сезон в MLS, он вернулся на родину подписав контракт с «Крус Асуль», но ни в новой команде, ни в следующей, «Эстудиантес Текос» Хорхе не смог выиграть конкуренцию. В 2000 году он завершил карьеру футболиста.

## Международная карьера
В 1990 году Кастаньеда дебютировал в сборной Мексики. В 1992 году в составе олимпийской сборной Мексики Хорхе принял участие в Олимпийских играх в Атланте. На турнире он сыграл в матчах против команд Дании, Австралии и Ганы.